# Sikupilli

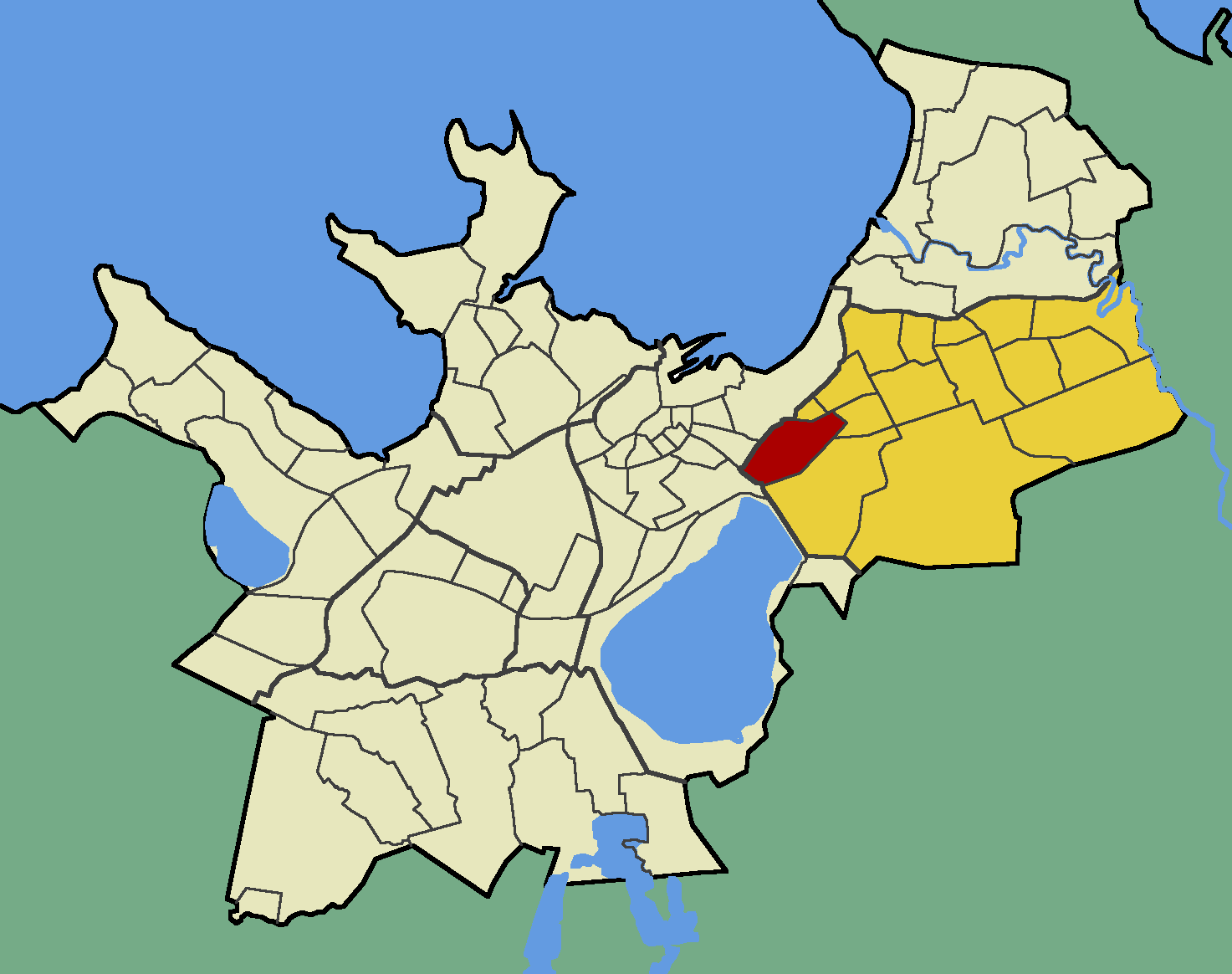
Der Bezirk Sikupilli (rot) im Tallinner Stadtteil Lasnamäe (gelb)

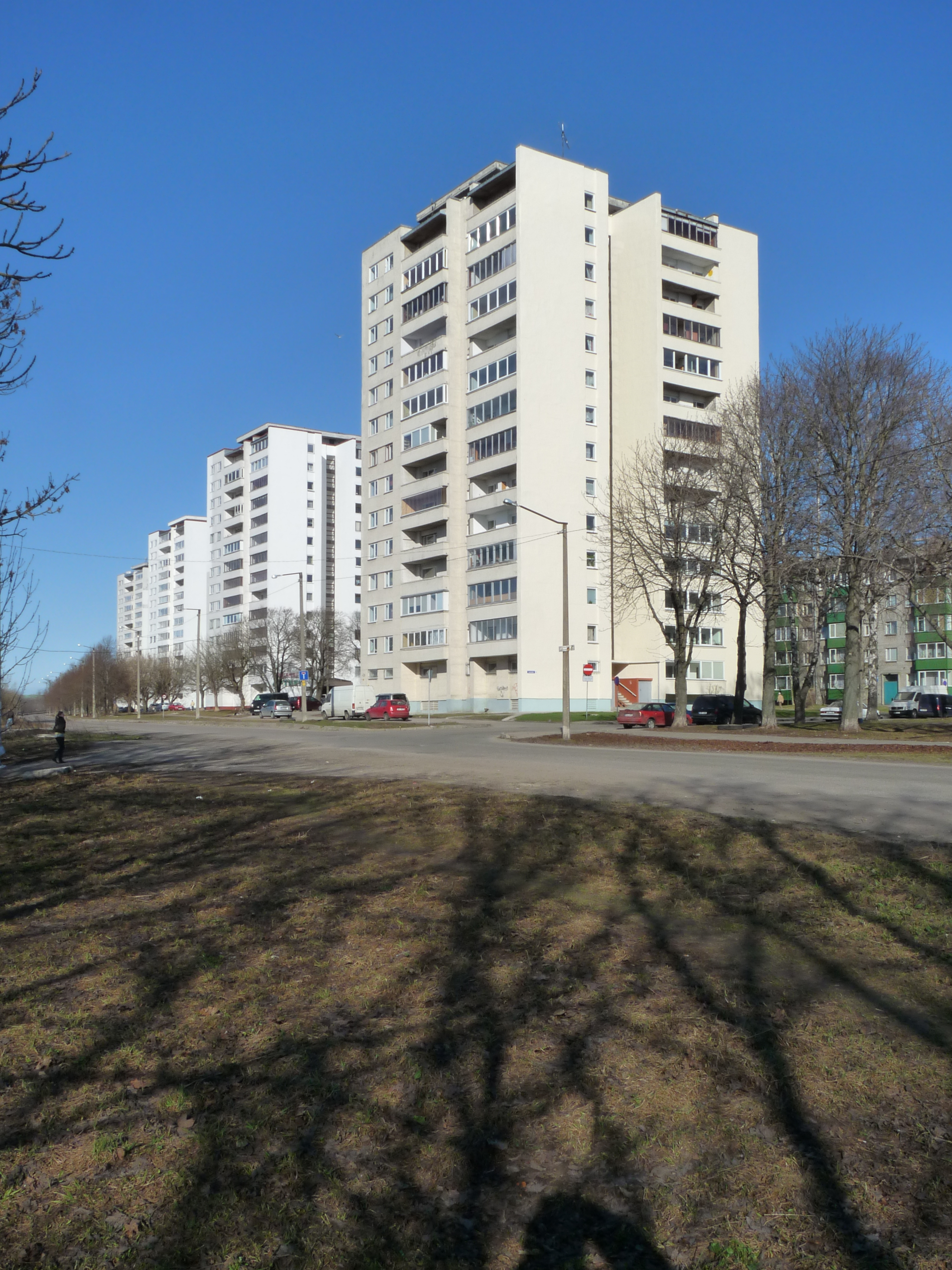
Wohnhäuser in Sikupilli

Sikupilli (zu Deutsch „Sackpfeife“) ist ein Bezirk (estnisch asum) der estnischen Hauptstadt Tallinn. Er liegt im Stadtteil Lasnamäe (deutsch „Laaksberg“).

## Beschreibung
Der Stadtbezirk hat 10.952 Einwohner (Stand 1. Mai 2010).
Die Bebauung wechselt zwischen Plattenbau-Hochhäuser im sowjetischen Stil und zwei- bis dreigeschossigen modernen Familienhäusern. Das Sikupilli keskus ist eines der größten Einkaufszentren Tallinns.
In Sikupilli befindet sich die Tallinna Teeninduskool, eine Berufsfachschule für angehende Köche und Servicepersonal in der Hotellerie und Gastronomie (früher „Berufsschule Nr. 24“).
Zu Sikupilli gehört der Lasnamäe karjäär (auch Pae karjäär genannt), ein ehemaliges 32,5 Hektar großes Kalkstein-Abbaugebiet mit einem großen künstlichen See. An dessen Ufer sollen künftig Luxuswohnungen entstehen.